# Jan Eeckhout
Jan Eeckhout (Aalst, 24 juli 1970) is een Belgisch econoom. Hij werd vooral bekend met zijn onderzoek over marktmacht en de publicatie van de paper The rise of market power.

## Biografie
Eeckhout studeert handelsingenieur aan de KU Leuven van 1988 tot 1992. In 1993 behaalt hij daarnaast ook een master economie aan de universiteit van Manchester. In 1998 wordt hij doctor na een proefschrift over skill diversity en werkloosheid aan de London School of Economics.
Vanaf 1999 is Eeckhout professor economie aan de universiteit van Pennsylvania waarna hij in 2008 start als onderzoeker aan de Barcelona Graduate School of Economics. Vanaf 2011 is hij professor economie aan het University College London en vanaf 2017 visiting professor aan Princeton-universiteit.
Hij was ook enige tijd verbonden met andere instellingen waaronder Stern School of Business (NYU) (2006-2007) en MIT (1999).
Daarnaast is hij editor van het Journal of the European Economic Association and Review of Economic Dynamics.

## Erkentelijkheden
- 2008 - ERC Starting Grant
- 2011 - Excellence in Refereeing Award (American Economic Review)
- 2013 - ERC Advanced Grant